# C/1996 R3 (Lagerkvist)
För en annan komet upptäckt av samma astronom se P/1996 R2 (Lagerkvist)
C/1996 R3 (Lagerkvist) är en långperiodisk komet upptäckt 13 september 1996 av Claes-Ingvar Lagerkvist vid Europeiska sydobservatoriet.
NEAT och Spaceguard bekräftade observationen. Fler observationer gjordes av Maik Meyer i december. Detta gjorde att kometen även kunde hittas på bilder tagna i oktober.
Det finns relativt stora felmarginaler i de banelement som presenteras här bredvid. Kometen kommer att återvända till det inre av solsystemet igen om 8 000-10 000 år.